# Cuisses de grenouille
 (mai 2017).
Si vous disposez d'ouvrages ou d'articles de référence ou si vous connaissez des sites web de qualité traitant du thème abordé ici, merci de compléter l'article en donnant les références utiles à sa vérifiabilité et en les liant à la section « Notes et références ».
Pour les articles homonymes, voir Cuisse (homonymie) et Grenouille (homonymie).
Les cuisses de grenouille sont une spécialité culinaire gastronomique traditionnelle de nombreux pays du monde, en particulier de la cuisine française, à base de cuisses de grenouilles et de persillade. 

## Production
L'Indonésie et la Chine sont les plus importants éleveurs (raniculture) et exportateurs mondial de viande de grenouille du monde, avec plus de 5 000 tonnes annuelles. Les Français en sont les plus gros consommateurs d'Europe, avec : 
- France : importation de 3 000 à 4 000 tonnes annuelles[4].
- Suisse : importation d'environ 850 tonnes entre 1995 et 2000 (selon la statistique des douanes).
- Allemagne : environ 11 tonnes consommées annuellement.

## Gastronomie

### France

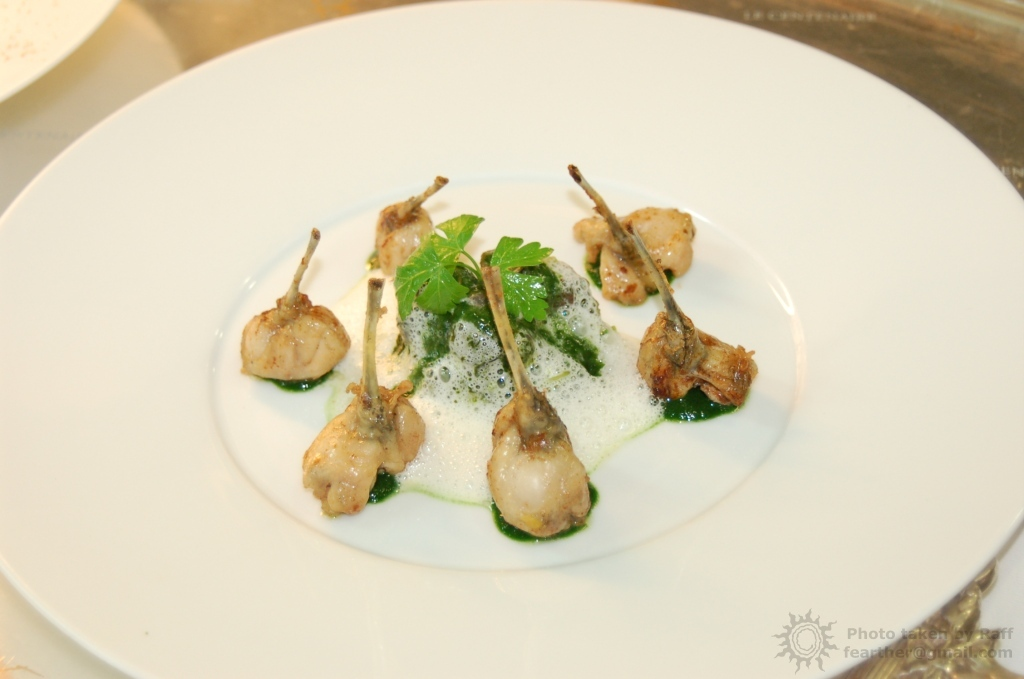
Cuisses de grenouilles façon Bernard Loiseau (cuisine bourguignonne).

Comme Alexandre Dumas (père) le fait remarquer dans son grand dictionnaire de cuisine « Bien des médecins du Moyen Âge se sont opposés à ce qu'on mangeât cette viande qui cependant est blanche et délicate et contient un principe gélatineux plus fluide et moins nourrissant que celui des autres viandes. » Cependant il relève qu'« Au XVIe siècle pourtant, les grenouilles étaient servies sur les meilleures tables, et Champier se plaignit de ce goût qu'il regarda comme bizarre, et il y a un siècle à peu près qu'un Auvergnat, nommé Simon, fit une fortune considérable avec les grenouilles qu'on lui envoyait de son pays, qu'il engraissait et qu'il vendait ensuite aux premières maisons de Paris où cet aliment était fort à la mode. ». On peut donc en déduire que ce mets est consommé en France au moins depuis cette époque. Dumas toujours écrit qu'« En Italie et en Allemagne on fait une grande consommation de ces batraciens et les marchés en sont couverts, et les Anglais qui en ont horreur et qui, pour cela sans doute, faisaient il y a environ soixante ans des caricatures représentant des Français mangeant des grenouilles ... ».

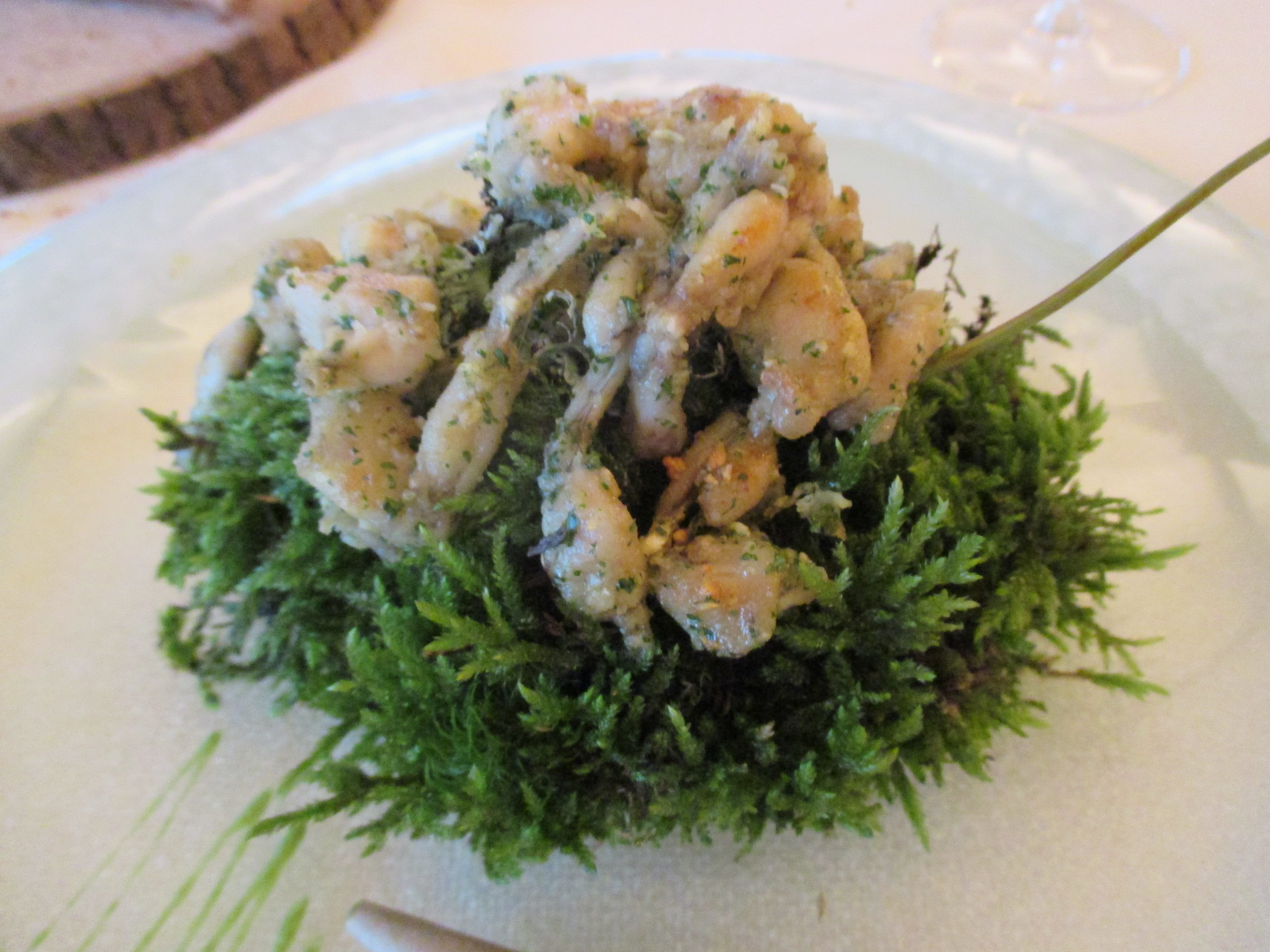
Cuisses de grenouilles du chef-cuisinier Marc Veyrat (cuisine savoyarde).

Les cuisses de grenouilles sont un des emblèmes de la France, et les Français sont à ce titre surnommés « Frogs ou Froggies » (les grenouilles) par des Anglais adeptes d'humour britannique, rapport à cette tradition alimentaire de la cuisine française. Pendant que les Français surnomment en retour les Anglais « les Rosbifs » avec le même humour caricatural. 

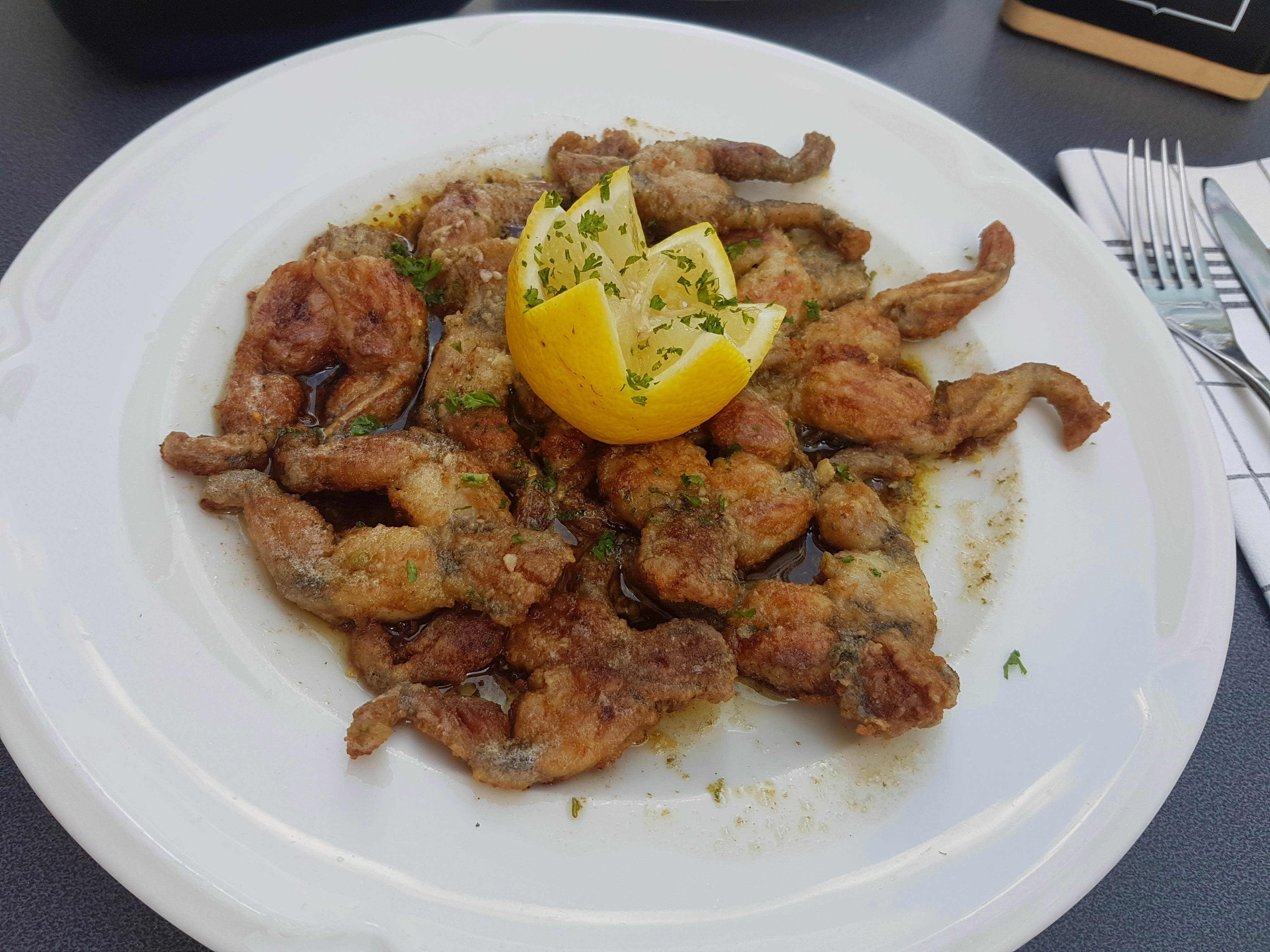
Au beurre à l'ail et citron, au Luxembourg

Le mode de préparation des grenouilles en France a connu plusieurs variantes au cours des siècles. Dumas présente dans son ouvrage ses recettes de Potage de grenouilles ou de Grenouilles en fricassée de poulet. Les cuisses de grenouilles de la cuisine française sont à ce jour généralement préparées simplement à la persillade, beurre à l'ail, beurre d'escargot, ou à la crème fraîche. 

### Québec
Bien que globalement concentrée dans les « buffets chinois », la consommation de cuisses de grenouille de la cuisine québécoise du Québec est étendue.

### États-Unis

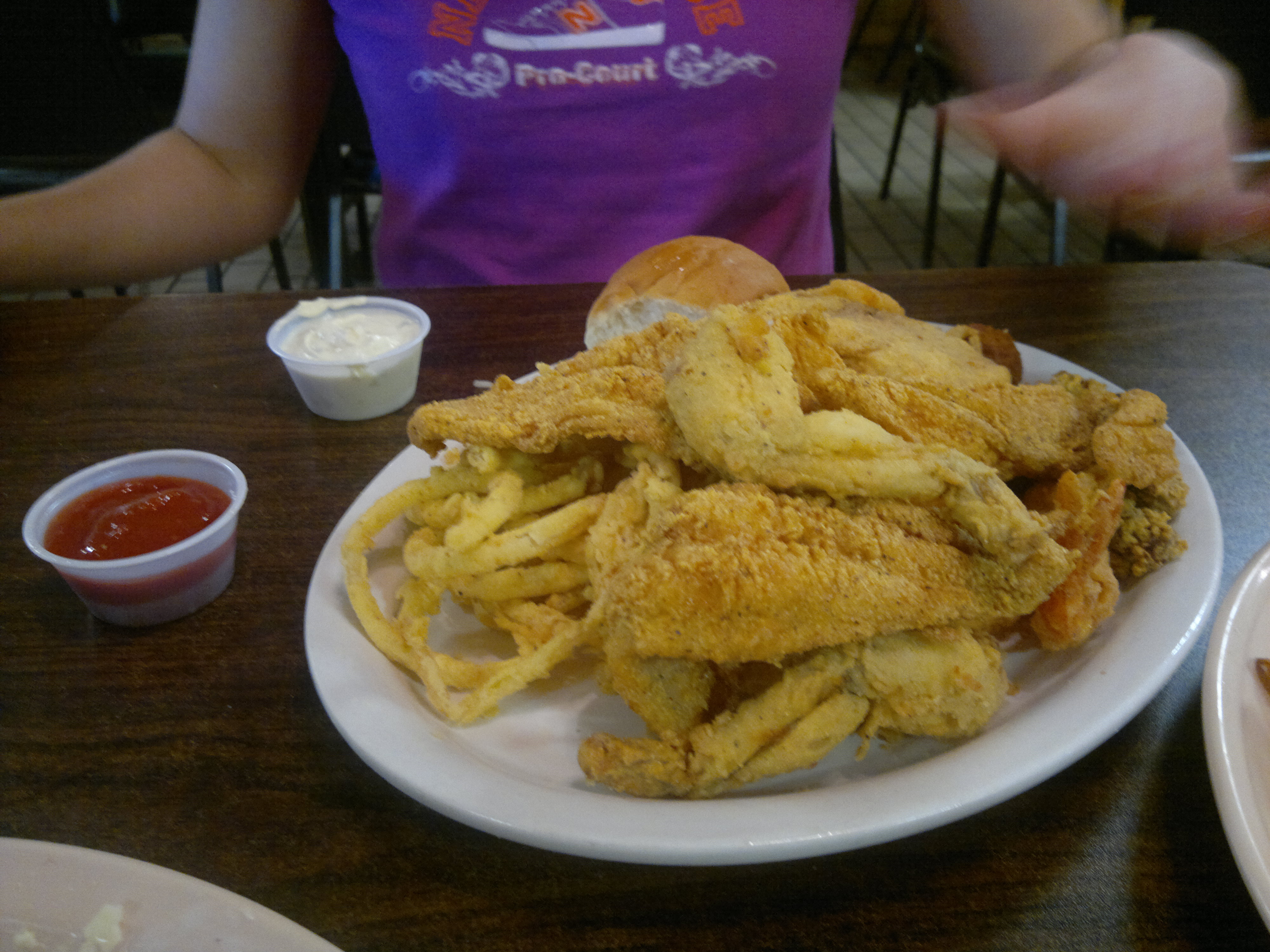
Cuisses de grenouille de la cuisine cadienne en Louisiane

Les cuisses de grenouille sont une spécialité culinaire du sud de la cuisine des États-Unis, en particulier avec la cuisine cadienne de Louisiane, où les descendants des colons français ont conservé la tradition, mais aussi en Arkansas et au Texas. On les consomme là bas, surtout, panées et passées à la grande friture, avec des variantes de préparation, par exemple au beurre, oignons verts, champignons et vin blanc.
En Louisiane, la localité de Rayne est surnommée Frog City (la ville de la grenouille) ou même plus exagérément Frog Capital of the World (capitale mondiale de la grenouille). Ce surnom remonte aux années 1880, lorsqu'un chef nommé Donat Pucheu commercialisa les grenouilles de Rayne dans les restaurants de La Nouvelle-Orléans. Ce commerce fut encore étendu par les frères Weill originaires de France qui exportèrent les grenouilles de Rayne jusqu'aux restaurants de New York.

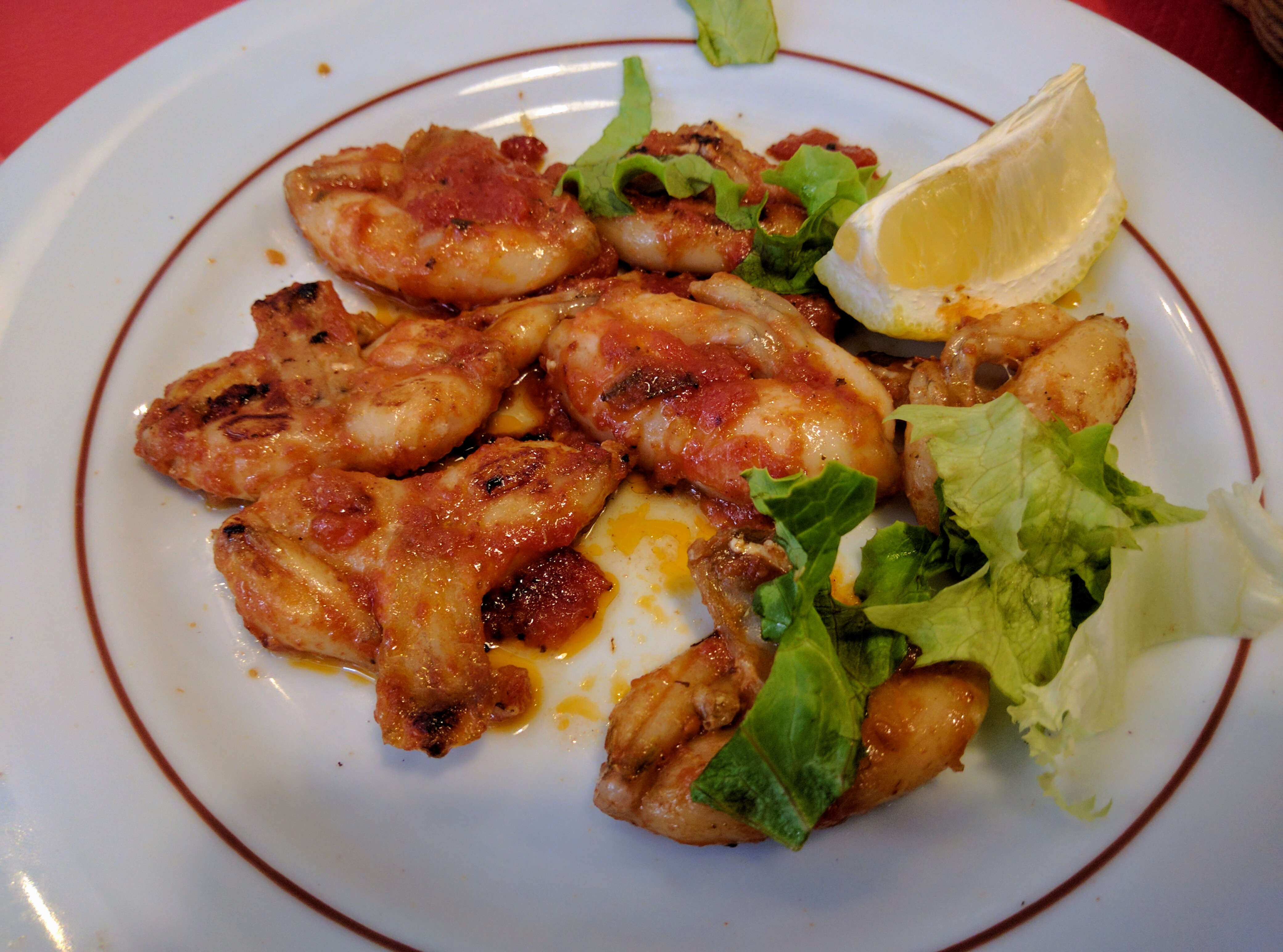
A la tomate.

### Italie
Les cuisses de grenouille sont une spécialité de la cuisine italienne du nord, en particulier des cuisine lombarde de Lombardie et cuisine piémontaise du Piemont, où étaient traditionnellement utilisées les grenouilles des rizières, cuisinées en particulier en risotto aux cuisses de grenouilles.

### Caraïbes
Les Mountain chicken soit « poulet des montagnes » (Leptodactylus fallax) sont des grenouilles ainsi nommées en raison de leur habitat et de leur goût sur les îles de Montserrat et de la Dominique. Leur taille peut atteindre 16 cm.[réf. souhaitée] et leur surconsommation a mis l'espèce en danger, elles ont déjà disparu de Martinique et de Guadeloupe.

### Indonésie

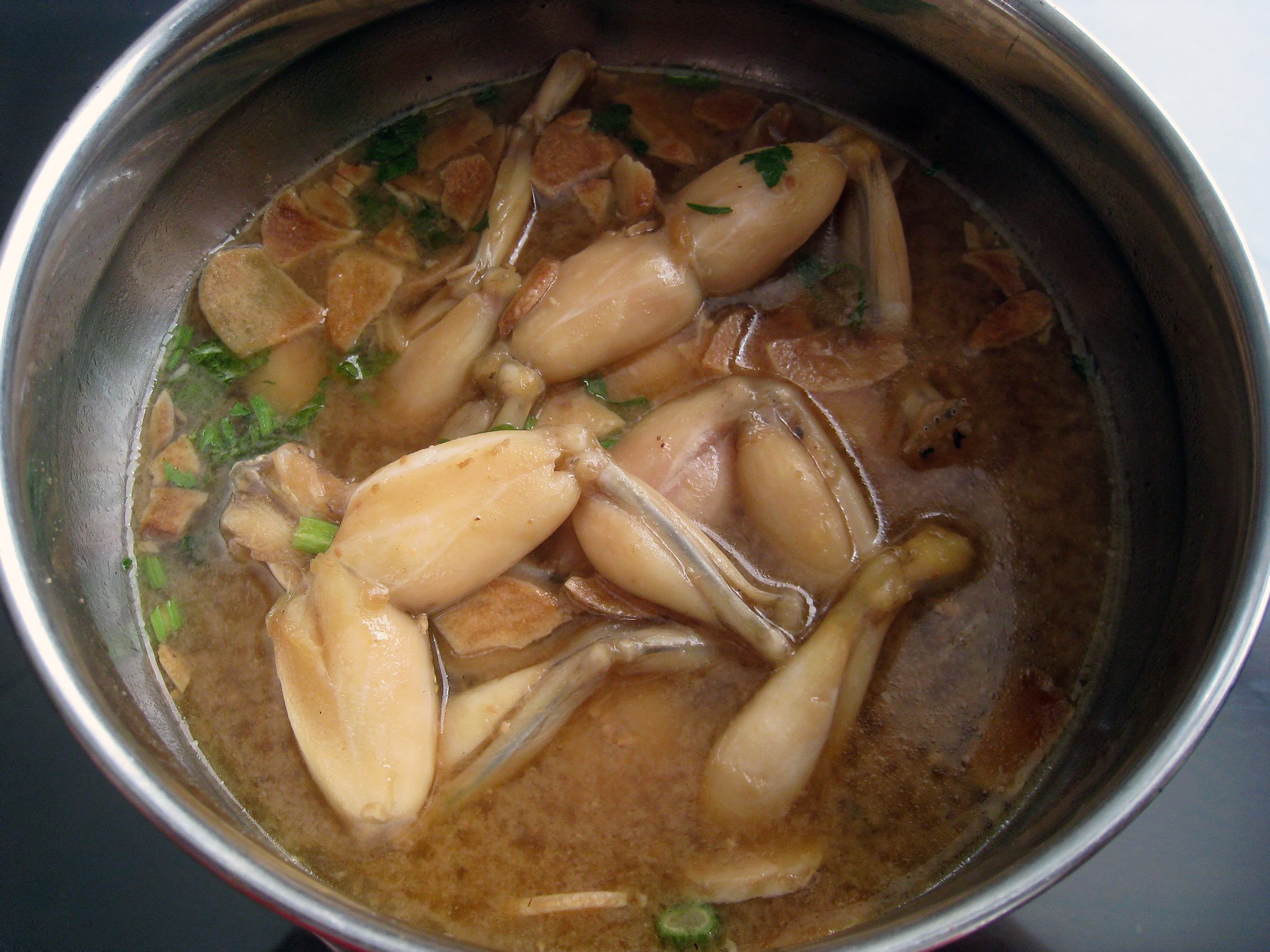
Soupe de cuisses de grenouilles Swikee de la cuisine sino-indonésienne.

## Friandise
- Une grenouille est l'emblème d'une friandise au chocolat connue sous le nom de Freddo Frog.

- Dans l'œuvre Fantastique de J. K. Rowling, les jeunes sorciers du monde de Harry Potter peuvent consommer des friandises nommées « Chocogrenouille » (Chocolate Frogs en anglais). Ces confiseries sont de véritables grenouilles en chocolat, qui peuvent bondir et échapper à celui qui essaie de les manger.

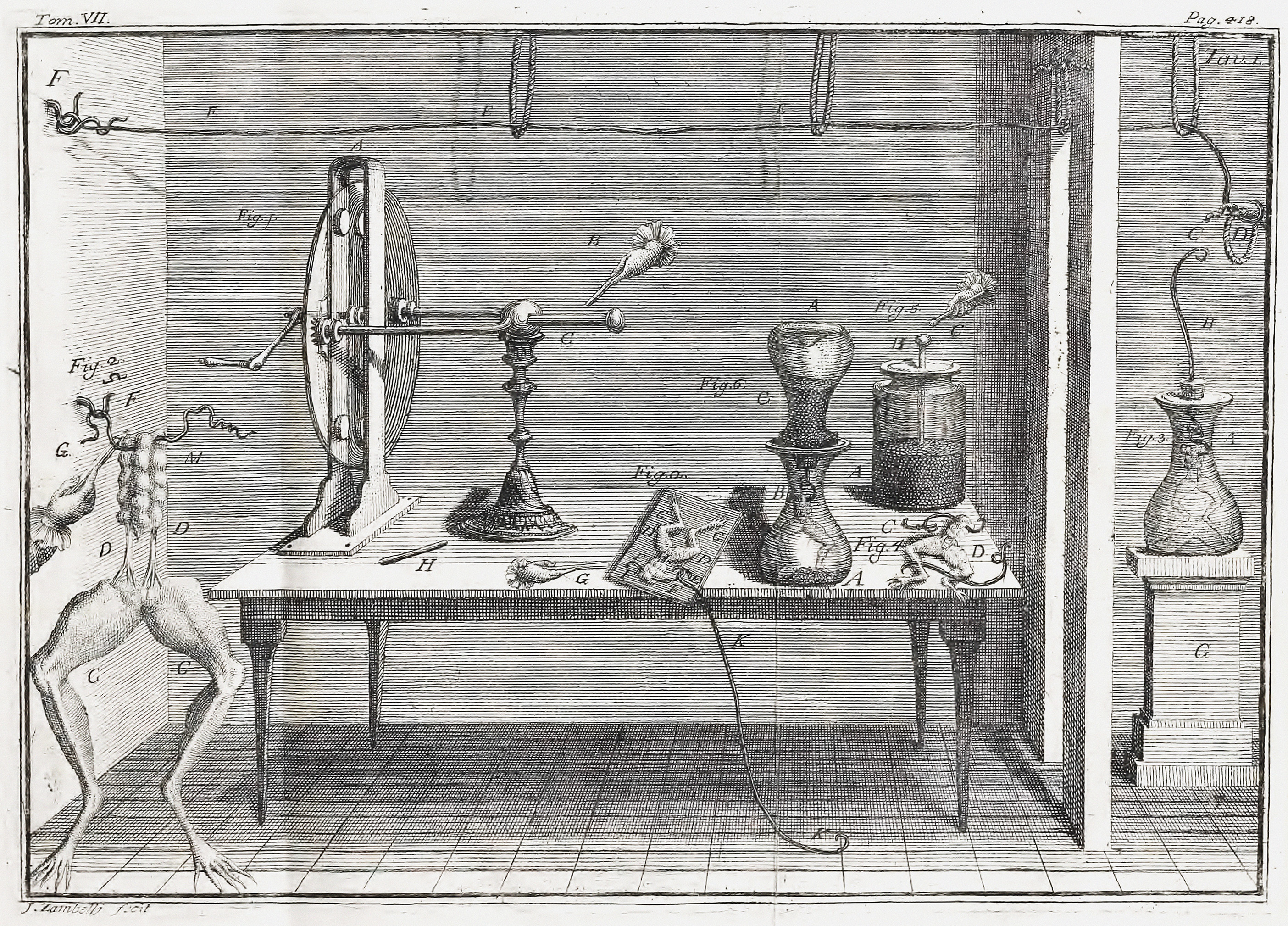
Expérience électrochimiques de Luigi Galvani sur les cuisses de grenouille

## Science
Vers 1780, Luigi Galvani fait une expérience sur des cuisses de grenouille, étudiant la contraction des muscles sous l'influence d'une décharge d'électricité statique et ouvre ainsi la voie à la découverte des cellules électrochimiques par Alessandro Volta qui sont connues de nos jours sous le nom de piles électriques.

## Littérature
- Nelly Kaplan, Cuisses de grenouille, Maren Sell Éditeurs, 2005  (ISBN 2-35004-011-9)